# Enrique Arocena Olivera
Enrique Arocena Olivera (* 26. Juni 1933 in Montevideo, Uruguay) ist ein uruguayischer Wirtschaftshistoriker.

## Leben
Arocena Olivera studierte an der Universidad de la República (UdelaR) und der Johns Hopkins University Wirtschaft und internationale Beziehungen. Am Washington Center for Foreign Policy war er von 1961 bis 1964 wissenschaftlicher Assistent, anschließend arbeitete er sechs Jahre lang bis 1970 im internationalen Bereich bei den Vereinten Nationen. Von 1970 bis 1976 hatte er dann die Leitung der UN-Mission in Berlin inne. 1971 bis 1972 forschte er zudem an der University of Sussex am dortigen Institut für wirtschaftliche Entwicklung. In den Jahren 1978 bis 1985 lehrte er als Universitätsprofessor Uruguayische Wirtschaftsgeschichte an der UdelaR. Ab 1976 bis 1987 war er überdies Wirtschaftsredakteur der uruguayischen Zeitung El País. Dem schloss sich die bis 2000 währende Präsidentschaft an der Academia Nacional de Economía del Uruguay an, ehe er dort im weiteren Fortgang die Vizepräsidentschaft übernahm. Weitere Tätigkeiten im Pressebereich waren überdies seine Mitarbeit bei der Zeitung La Prensa und bei der argentinischen Zeitschrift Fundación. Zu Beginn des 21. Jahrhunderts lehrte Arocena Olivera an der Universidad de Montevideo.

## Veröffentlichungen (Auszug)
- 1978: Libertad, humanismo y mercado
- 1984: Evolución y apogeo de la dipomacia uruguaya
- 1987: La lenta agonía del dirigismo
- 1988: El desgaste de las levitas: entre el Quebracho y la elección de Batlle, 1886-1903
- 1998: La rebeldía de los doctores: el Uruguay del fusionismo al militarismo, 1851-1886
- 2002: Proceso histórico de la Economía Uruguaya - Del mercantilismo colonial al encierro dirigista
- 2010: Vielle souche de la Navarre[1]